# Edward Samsel

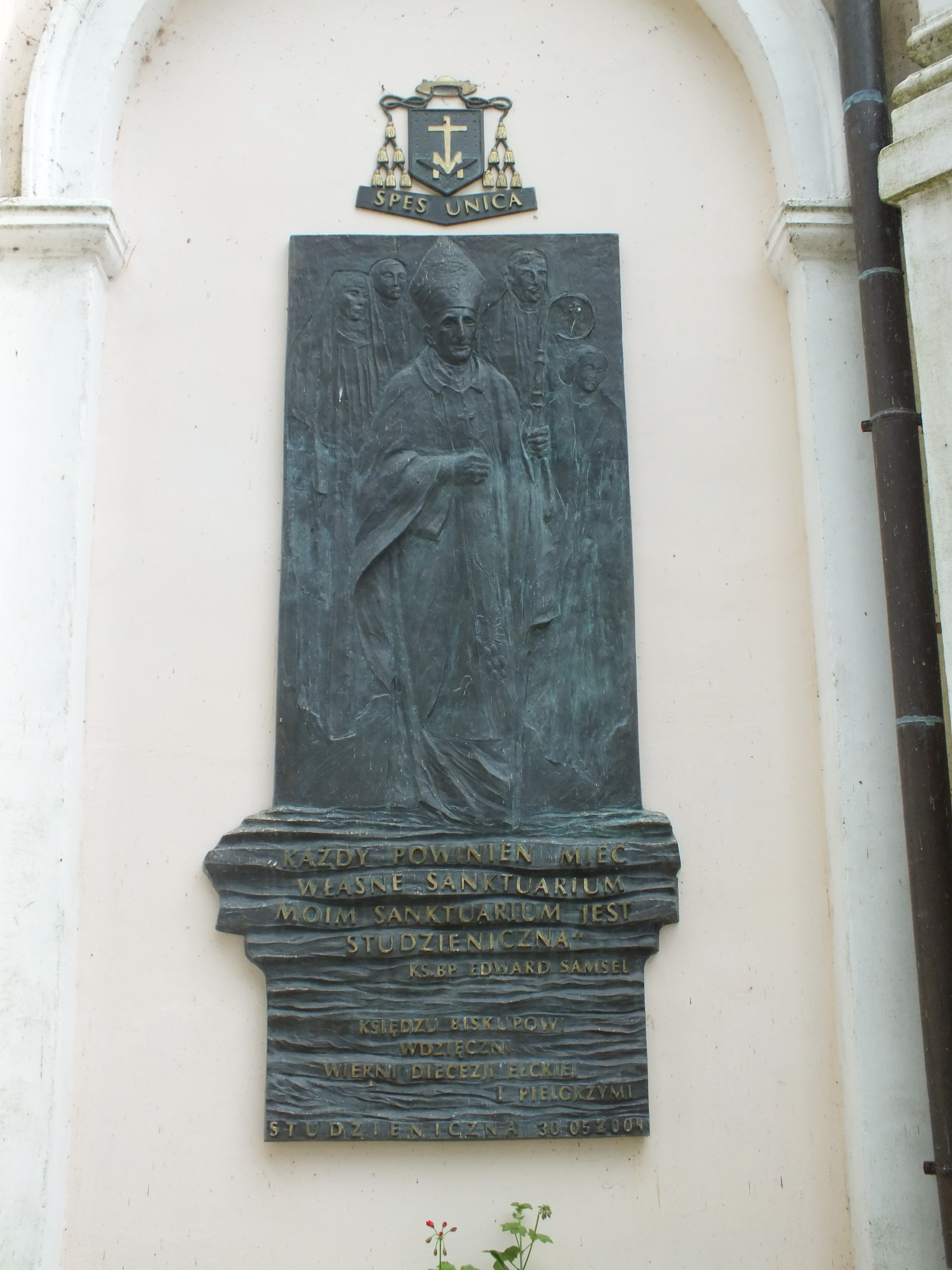
Tablica pamiątkowa poświęcona biskupowi Edwardowi Samselowi w kaplicy Najświętszej Marii Panny w studzieniczańskim sanktuarium

Edward Eugeniusz Samsel (ur. 2 stycznia 1940 w Myszyńcu, zm. 17 stycznia 2003 w Białymstoku) – polski duchowny rzymskokatolicki, doktor teologii, rektor Wyższego Seminarium Duchownego w Łomży w latach 1982–1983, biskup pomocniczy łomżyński w latach 1982–1992, biskup pomocniczy ełcki w latach 1992–2000, biskup diecezjalny ełcki w latach 2000–2003.

## Życiorys
Urodził się 2 stycznia 1940 w Myszyńcu jako syn rolników Jana i Walerii z Brzostków. Był najstarszym z sześciorga dzieci (dwoje zmarło w dziecięctwie). Został ochrzczony przez księdza Adama Bargielskiego, późniejszego męczennika i błogosławionego. Imiona nadano mu po dwóch księżach zaprzyjaźnionych z rodziną i pracujących w Myszyńcu: Eugeniuszu Kłoskowskim i Edwardzie Polaku. Przez rok kształcił się w szkole zawodowej w Mrągowie, a następnie w liceum w Szczytnie.
W latach 1958–1964 odbył studia filozoficzno-teologiczne w Wyższym Seminarium Duchownym w Łomży. Święceń prezbiteratu udzielił mu 23 maja 1964 w katedrze św. Michała Archanioła w Łomży miejscowy biskup diecezjalny Czesław Falkowski. Inkardynowany został do diecezji łomżyńskiej. Od 1965 studiował nauki biblijne na Wydziale Teologicznym Akademii Teologii Katolickiej w Warszawie, gdzie w 1969 uzyskał magisterium. Następnie odbył studia z biblistyki na Papieskim Uniwersytecie Świętego Tomasza z Akwinu w Rzymie, które ukończył w 1972 ze stopniem doktora teologii biblijnej na podstawie dysertacji Kościół jako wspólnota świętych według św. Pawła. W latach 1972–1973 pogłębiał specjalizację w Szkole Biblijnej i Archeologicznej w Jerozolimie.
W latach 1964–1965 pracował jako wikariusz w parafii Wniebowzięcia Najświętszej Maryi Panny w Kołakach Kościelnych, a w 1965 w parafii Przemienienia Pańskiego w Poświętnem. W latach 1975–1980 pełnił funkcję moderatora Diecezjalnego Ośrodka Powołań Kapłańskich i Zakonnych, ponadto od 1976 zajmował stanowisko egzaminatora prosynodalnego, a od 1979 należał do diecezjalnej komisji liturgicznej. W 1980 został spowiednikiem łomżyńskich sercanek. W 1980 został ustanowiony kanonikiem honorowym, a w 1981 kanonikiem gremialnym kapituły katedralnej łomżyńskiej.
W Wyższym Seminarium Duchownym w Łomży był w latach 1973–1974 prefektem, w latach 1974–1982 ojcem duchownym, a w latach 1982–1983 rektorem. W latach 1973–1992 prowadził w nim wykłady z Pisma św. oraz lektoraty z języka włoskiego i języka francuskiego. Wykłady z Pisma św. podjął także w seminariach duchownych w Ełku w latach 1992–1998 i w Grodnie w latach 1994–1998. Był również wykładowcą w punkcie konsultacyjnym Akademii Teologii Katolickiej w Suwałkach. Zajmował stanowisko rektora Instytutu Teologicznego Diecezji Ełckiej. Był redaktorem pierwszych dziesięciu tomów czasopisma „Studia Teologiczne Białystok Drohiczyn Łomża”.
17 maja 1982 został prekonizowany biskupem pomocniczym diecezji łomżyńskiej ze stolicą tytularną Montecorvino. Święcenia biskupie otrzymał 30 maja 1982 w katedrze św. Michała Archanioła w Łomży. Udzielił mu ich miejscowy biskup diecezjalny Mikołaj Sasinowski w asyście Tadeusza Zawistowskiego, biskupa pomocniczego łomżyńskiego, i Edwarda Ozorowskiego, biskupa pomocniczego w Białymstoku. Jako dewizę biskupią przyjął słowa Spes unica (Jedyna nadzieja). W latach 1982–1992 piastował urząd wikariusza generalnego diecezji. W 1984 został mianowany prałatem-kustoszem, a w 1987 prałatem-archidiakonem łomżyńskiej kapituły katedralnej.
25 marca 1992, w wyniku reorganizacji podziału administracyjnego Kościoła katolickiego w Polsce, został przeniesiony na urząd biskupa pomocniczego nowo utworzonej diecezji ełckiej. W diecezji sprawował urząd wikariusza generalnego, a ponadto był moderatorem wydziału katechetycznego, członkiem kolegium konsultorów i rady kapłańskiej. Pełnił funkcję moderatora II synodu plenarnego diecezji ełckiej. W 1992 został ustanowiony prepozytem kapituły katedralnej ełckiej.
16 listopada 2000 został mianowany biskupem diecezjalnym diecezji ełckiej. Ingres do katedry w Ełku odbył 16 grudnia 2000.
W Episkopacie Polski był przewodniczącym Komisji ds. Instytutów Życia Konsekrowanego i Stowarzyszeń Życia Apostolskiego, delegatem ds. nowych ruchów katolickich, asystentem kościelnym Rady Ruchów Katolickich (przemianowaną na Ogólnopolską Radę Ruchów Katolickich), wiceprzewodniczącym Komisji ds. Powołań Kapłańskich, a także członkiem Komisji ds. Apostolstwa Świeckich, ds. Duchowieństwa, ds. Seminariów Duchownych, ds. Trzeźwości, ds. Wydawnictw Katolickich, ds. Zakonnych, uczestniczył też w spotkaniach Zespołów Biskupów Polski i Litwy ds. Kontaktów Wzajemnych. W 1995 był współkonsekratorem podczas sakry biskupa diecezjalnego kopenhaskiego Czeslawa Kozona.
Był członkiem Związku Kurpiów. Często uczestniczył w uroczystościach kościelnych, religijno-patriotycznych, lokalnych w Myszyńcu, Ostrołęce, Kadzidle, Łysych i Lelisie. W kazaniach wygłaszanych podczas spotkań w rodzinnym regionie poruszał wątki dotyczące historii, kultury i tożsamości Kurpiów Zielonych. Zadbał o przesłanie do Biblioteki Watykańskiej Puszczy Kurpiowskiej w Pieśni księdza Władysława Skierkowskiego wydanej przez Związek Kurpiów. W 1999 w kolegiacie myszynieckiej przewodniczył mszy z okazji I Zjazdu Księży Rodaków Kurpiowszczyzny. Zaangażował się w upamiętnienie Adama Chętnika w katedrze łomżyńskiej i błogosławionego księdza Adama Bargielskiego w kolegiacie myszynieckiej.
Zmarł 17 stycznia 2003 w Klinice Kardiologii w Białymstoku w następstwie przebytych trzech zawałów serca. Pochowany został 19 stycznia 2003 w tymczasowej krypcie biskupów ełckich w katedrze w Ełku. W maju 2014 jego szczątki przeniesiono do krypty biskupów ełckich w nowo wybudowanej kaplicy Jana Pawła II przy katedrze ełckiej.

## Upamiętnienie
W Myszyńcu, w budynku dawnej organistówki, znajduje się izba z poświęconą mu ekspozycją muzealną.
Jego imię noszą Towarzystwo Przyjaciół Ziemi Kurpiowskiej z Myszyńca, szkoła podstawowa w Wiśniowie Ełckim, ulica w Ełku oraz skwer w Myszyńcu.